# Protolyse
Protolyse of protolytische reactie is een chemische reactie waarbij een waterstofion (H+) tussen de twee bij de reactie betrokken stoffen wordt overgedragen en dus niet zoals vaak foutief wordt aangegeven, wordt afgestaan. De protolyse is een reactie volgens het belangrijke zuur-base-concept van de Brønsted en Lowry zuur-base-theorie. Volgens deze theorie draagt een zuur een proton (H+) over aan de reactiepartner. De zure verbinding werkt als protonendonor en de base (vaak water) neemt het proton op en wordt derhalve de protonenacceptor genoemd. Tussen de twee bij de reactie betrokken stoffen ontstaat een chemisch evenwicht.

## Protolytische reacties
Wordt het gasvormige waterstofchloride (HCl) in water gebracht, dan wordt onder protolyse zoutzuur gevormd. In deze chemische evenwichtsreactie zijn het molecuul HCl en het ion H3O+ protonendonoren en volgens Brønsted zuren. H2O en Cl− werken als protonenacceptoren en zijn volgens Brønsted basen.
{\displaystyle \mathrm {H_{2}O\ +\ HCl\ \longrightarrow \ H_{3}O^{+}\ +\ Cl^{-}} }.
Wordt bijvoorbeeld zuiver azijnzuur (H3C–COOH) in water gebracht dan vormen zich door protolyse H3O+ en het acetaat-anion (H3C–COO−). Hier zijn CH3COOH en H3O+ protonendonoren, terwijl H3C–COO− en H2O protonenacceptoren zijn.
{\displaystyle \mathrm {H_{3}C{-}COOH\ +\ H_{2}O\ \rightleftharpoons \ H_{3}C{-}COO^{-}\ +\ H_{3}O^{+}} }
Protolyse van de tweeprotonenverbinding zwavelzuur in water:
{\displaystyle \mathrm {H_{2}SO_{4}\ +\ 2\ H_{2}O\ \rightleftharpoons \ H_{3}O^{+}\ +\ H_{2}O\ +\ HSO_{4}^{-}\rightleftharpoons \ 2\ H_{3}O^{+}\ +\ SO_{4}^{2-}} }
In deze reactievergelijking zijn de moleculen H2SO4 en het ion H3O+ protonendonoren en volgens Brønsted zuren. H2O en SO42− werken als protonenacceptoren, zij zijn volgens Brønsted dus basen. Een bijzondere rol speelt HSO4−, dat afhankelijk van de reactierichting als protonenacceptor of protonendonor reageren kan. Stoffen met zulke eigenschappen worden amfolyten genoemd.
Wordt het gasvormige ammoniak (NH3) in water gebracht dan worden ammonium-ionen (NH4+) en hydroxide-ionen (OH−) gevormd. Protonendonoren zijn hier NH4+ en H2O, terwijl OH− en NH3 protonenacceptoren zijn.
{\displaystyle \mathrm {NH_{3}\ +\ H_{2}O\;{\overrightarrow {\leftarrow }}\ NH_{4}^{+}\ +\ OH^{-}} }

### Autoprotolyse
Zuiver water heeft een zogenaamde autoprotolyse. Hierbij ontstaan hydroxoniumionen H3O+ en hydroxide-ionen (OH−). H2O kan zowel als protonendonor (als zuur) of als protonenacceptor (als base) reageren. Daarom wordt hier ook gesproken van een amfolyt.
{\displaystyle \mathrm {2\ H_{2}O\ \rightleftharpoons \ H_{3}O^{+}\ +\ OH^{-}} }
Het evenwicht ligt zeer sterk aan de kant van het water. Het ionenproduct voor deze reactie is bij 298 K (25 °C) 10−14 mol2 l−2 (de ionisatieconstante). De autoprotolyse van het water ligt ten grondslag aan het feit dat ook chemisch zuiver water ten minste een geringe elektrische geleidbaarheid heeft. De autoprotolyse is afhankelijk van de temperatuur. Zo is de evenwichtsconstante (in mol2 l−2):
- bij 0 °C 0,11 · 10−14, dus rond 10−15
- bij 60 °C 9,61 · 10−14, dus rond 10−13

Dienovereenkomstig is ook de pH van water temperatuur afhankelijk. Zuiver water heeft daarom bij
- 0 °C een pH van 7,5
- 25 °C een pH van 7,0
- 60 °C een pH van 6,5

### Protolyse in niet-waterige oplossingen
In de Brønstedse zure-base-reacties kunnen naast water ook andere toereikende polare oplosmiddelen als reactiepartner dienstdoen, zoals methanol of ethanol. Een goed voorbeeld is de autoprotolyse van vloeibaar ammoniak, waarbij de ionen ammonium en amide gevormd worden.
{\displaystyle \mathrm {2\ NH_{3}\ \rightleftharpoons \ NH_{4}^{+}\ +\ NH_{2}^{-}} }
Ook in geconcentreerd zwavelzuur zijn vergelijkbare reacties bekend:
{\displaystyle \mathrm {2\ H_{2}SO_{4}\ \rightleftharpoons \ H_{3}SO_{4}^{+}\ +\ HSO_{4}^{-}} }